# Metadena crassulata
Metadena crassulata är en plattmaskart. Metadena crassulata ingår i släktet Metadena och familjen Cryptogonimidae. Inga underarter finns listade i Catalogue of Life.